# Эль-Фарвания (город)
Эль-Фарвания (араб. الفروانية‎) — столица провинции (мухафаза) Эль-Фарвания, один из 16 районов провинции, часть Эль-Кувейтской агломерации, крупный финансовый центр. 3-й по населению район Кувейта и один из крупнейших пригородов Эль-Кувейта. Площадь — 4,69 км². Население — 253 054 человек (2015 год).
Расположен на крайнем севере провинции, в нескольких километрах от столицы страны, в 5 км от побережья Персидского залива. 
В период 2010—2015 года рост населения составил +5,46%/год.
В городе находится стадион «Фарвания» — домашняя арена клуба «Ат-Тадамон».